# Frondienst
Der Frondienst (vom mittelhochdeutschen vrôn „was den [geistlichen oder weltlichen] Herrn betrifft, ihm gehört“, zu mittelhochdeutsch frô „Herr“) bezeichnet persönliche Dienstleistungen von Bauern für ihre Grundherren. Das Phänomen wird auch als Robot beziehungsweise Robath bezeichnet, ein Begriff, der aus dem Slawischen stammt.
Zu den Frondiensten gehörte auch die Corvée, die sich vor allem auf den – heute so bezeichneten – öffentlichen Bereich (u. a. Straßen-, Wegebau) bezog. Solche Pflichten bestanden schon im Römischen Reich.
Der herrschaftliche Hof wird Fronhof genannt. Frohn, Frohne, Frone bezeichnet einen Diener des Fronherrn und auch einen herrschaftlichen Amtmann, Beamten, Gerichtsdiener, Gerichtsboten, Bannwart, Büttel. Fron ist aber auch Synonym von Frondienst.
Im modernen Sprachgebrauch bezeichnet der Begriff Frondienst oder Fron in übertragenem Sinn eine aufgezwungene schwere Mühsal und Plage. Hingegen wird in der Schweiz heute unter Fronarbeit eine freiwillige, unbezahlte Arbeit für gemeinnützige Zwecke verstanden.
Frönen bedeutete ursprünglich als Abhängiger einem Grundherrn Dienst leisten. Heute verwendet man den Ausdruck nur noch im übertragenen Sinne, meist ohne sich der Metapher und des Tertium Comparationis  in z. B. einem Laster, einer Leidenschaft, seinem Hobby frönen bewusst zu sein.

## Geschichte
Obwohl die Frondienste (einschließlich der Corvée) ein charakteristisches Merkmal des Feudalsystems bildeten, waren sie als Institution in ihren Hauptmerkmalen bereits im Römischen Reich angelegt. In diesem System mussten gewisse Klassen des römischen Systems körperliche Dienste (operae) für den Staat oder für Privateigentümer leisten. Abgesehen von den Verpflichtungen (operae officiales), die freigelassenen Männern als Bedingung für ihre Freiheit auferlegt und die üblicherweise als unbezahlte Arbeit auf dem Gut des Grundbesitzers abgeleistet wurden, waren die halbfreien coloni verpflichtet, zusätzlich zu der Pachtzahlung eine bestimmte Anzahl von Tagen auf einem für den Landbesitzer reservierten Teil des Guts ohne Entschädigung zu arbeiten. Der Staat forderte auch an Stelle von Steuern persönliche Arbeit (operae publicae) von bestimmten Klassen für den Bau von Straßen, Brücken und Deichen ein, während die Einwohner verschiedener Regionen für den Betrieb des Transport- und Nachrichtensystems (cursur publicus) verantwortlich waren, für das Pferde, Wagen und Arbeitszeit requiriert wurden.
Unter den fränkischen Königen, die in ihrer Verwaltung der römischen Tradition folgten, wurde das System aufrechterhalten. Die Grafen waren also innerhalb ihres Bereichs ermächtigt, für die Reparatur von Straßen und andere öffentliche Aufgaben die Arbeit der Einwohner des Pagus einzufordern, während die Missi und andere öffentliche Funktionäre auf ihren Reisen ermächtigt waren, von der Bevölkerung auf dem Weg Bewirtung und Transportmittel für sich selbst und ihren Besitz zu verlangen.
Zwischen dem 6. und 10. Jahrhundert wandelten sich die gallo-römischen Güter in das feudale Modell um, und unter den politischen Bedingungen dieser wirtschaftlichen Revolution, in der sich die Beamten des fränkischen Reichs zu vererblichen Feudalherren entwickelten, entfaltete sich das Corvée-System nunmehr als ein rein privatrechtliches Verfahren, wie es während des ganzen Mittelalters existierte, und in einigen Staaten bis weit ins 19. Jahrhundert hinein überlebte. Während der römische Landbesitz von freien Bauern, Pächtern (Coloni) und durch Sklavenarbeit bestellt wurde, wurde unter fränkischer Herrschaft die Bauern Coloni oder Hospites und die Sklaven Leibeigene. Der Landbesitz wurde nun gewöhnlich in den Bereich des Lehnsherrn (terra indominicata, dominicum) und eine Reihe von Landparzellen (mansi) geteilt, die per Los an die Landwirte des Besitzes verteilt wurden. Diese erhielten sie teilweise gegen Pachtzahlung, teilweise gegen persönlichen Dienst und Arbeit auf dem Gut. Diese Verpflichtungen waren in Natur und Umfang genau definiert, für jeden Mansus dauerhaft festgelegt und gingen auf jeden neuen Lehnsmann über.

## Tätigkeitsbereiche und Entwicklung

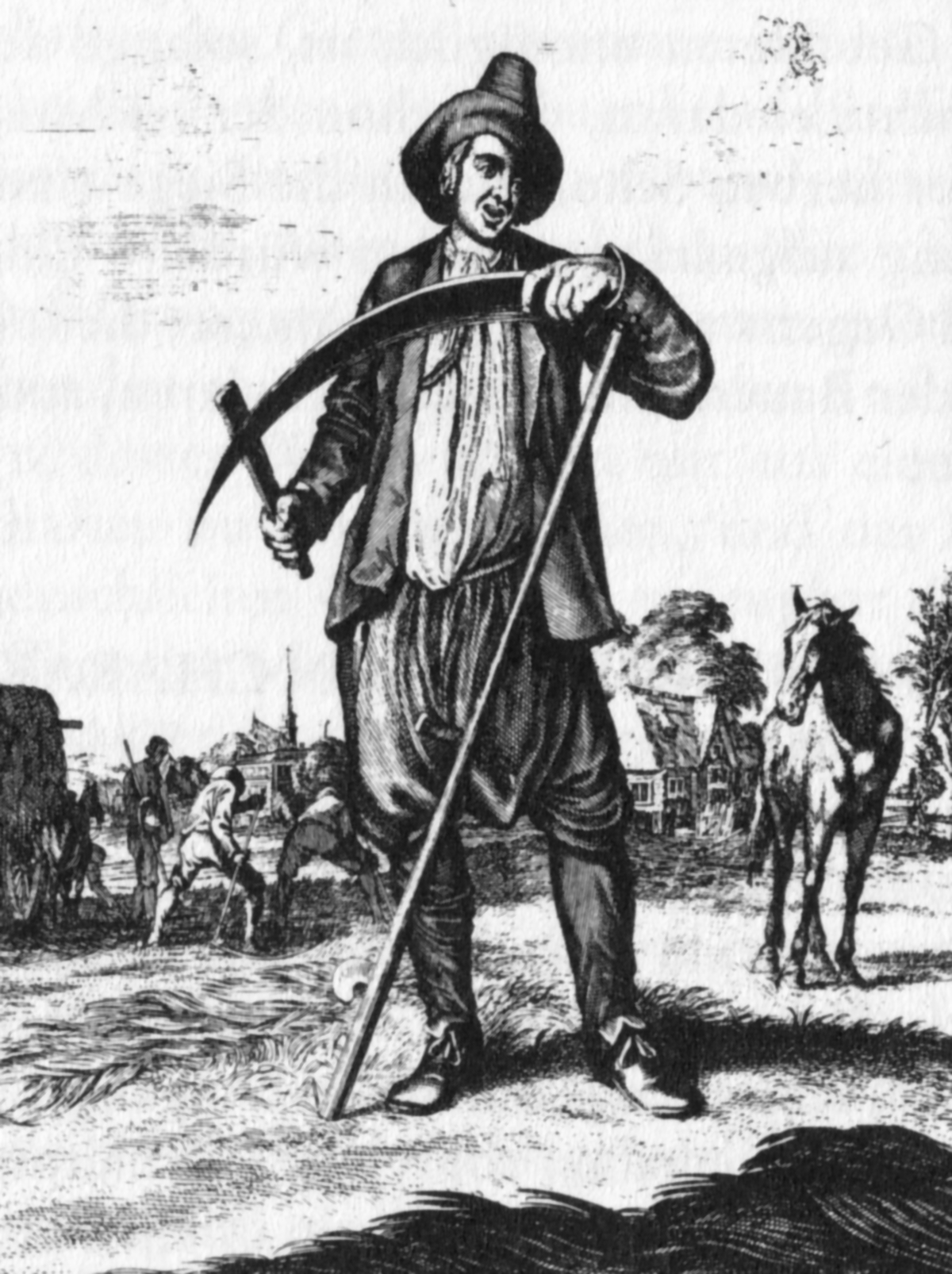
Ein Bauer beim Schärfen seiner Sense

Frondienste waren eine Leistung des Bauern für den Grund- oder Leibherrn. Sie umfassten eine sehr breite Palette der verschiedensten Tätigkeiten für eine festgelegte Zahl von Tagen pro Jahr. Daneben gab es Arbeiten, deren Umfang sich nach dem Arbeitsanfall richtete. Normalerweise leisteten die Bauern sogenannte Hand- und Spanndienste (Scharwerk). Handdienste bestanden beispielsweise darin, die landwirtschaftlichen Kulturen des Grundherrn anzulegen, zu pflegen und zu ernten. Spanndienste waren Arbeiten, die mit Zugtieren ausgeführt wurden.
Obwohl die Frondienste gewöhnlich streng durch örtliche Gewohnheiten und durch die Pachtverträge definiert waren, und in einer Zeit knappen Geldumlaufs die Bezahlung in körperlicher Arbeit für die Armen ein Vorteil war, eröffnete das System offenbar Möglichkeiten zum Missbrauch. Mit der Zunahme städtischen Lebens schafften es die Stadtbewohner schon früh, sich der lästigen Verpflichtungen zu entledigen; entweder durch Kauf oder durch den Tausch der persönlichen Arbeit mit der Lieferung von Wagen, Zugpferden und ähnlichem.
Auf dem Land überlebte das System zwar, wurde aber geändert, und zwar zum Schlechteren. Welchen Schutz die freien Bauern auch haben mochten, die Leibeigenen waren fast überall – insbesondere im 10. und 11. Jahrhundert – faktisch wie auch nominell in dieser Beziehung der Gnade ihrer Lehnsherren unterworfen (corvéables à merci), und es gab keine Beschränkung der Geldbeträge oder der Arbeit, die von ihnen verlangt werden konnte. Ohne Rücksicht auf die Lebensbedürfnisse der Bauern wurden Frondienste auch oft zur Saat- oder Erntezeit eingefordert und stellten dadurch ein großes Problem für die Bauern dar, die gerade zu diesen Zeiten auf ihren eigenen Feldern viel Arbeit zu bewältigen hatten.
Der Jagdfron konnte durch verschiedene Tätigkeiten erfolgen, z. B. als Treiber, durch Fuhrdienste oder durch Unterhaltung der Jagdhunde in der Schonzeit usw. Mit der Neuordnung des Jagdrechts im Jahr 1848 wurde der Jagdfron abgeschafft.
Mit der Entstehung der Geldwirtschaft wurden die Frondienste zunehmend und schrittweise durch Geldabgaben abgelöst.
In einigen Regionen Deutschlands nahm der Umfang der Frondienste nach dem Dreißigjährigen Krieg stark zu und belastete die Bauern immer stärker, sodass das System der Grundherrschaft immer weniger funktionierte. Das System war selbst dann unterdrückend, wenn die Adligen etwas für die Dienste zurückgaben, etwa Schutz für den Bauern, seine Familie und sein Land; es wurde unerträglich, als die Entwicklung des modernen Staats die Landbesitzer ihrer Pflichten enthob, nicht aber ihrer Rechte.
Eine Befreiung von Frondiensten auf Zeit wurde Bauherren beim Neubau von Häusern aus Steinen – statt des damals üblichen Fachwerks – gemäß Anordnungen zur Brandverhütung des 18. Jahrhunderts im Kurfürstentum Trier und weiterer Kurfürstentümer des Heiligen Römischen Reiches gewährt. Dort hieß es im § 3, dass „die Personal-Freyheit auf drey Jahre hiermit gnädigst verstattet seyn“.
Häufig wurden Frondienste Gegenstand von Untertanenprozessen, deren Ergebnisse in einer umfangreichen Bauernrechtsliteratur aufbereitet und verfügbar gemacht wurden. Mit der Bauernbefreiung im 18. und 19. Jahrhundert wurden die Frondienste endgültig abgeschafft.
In Frankreich wurden die Bauern im 17. Jahrhundert mit der sogenannten corvée royale belastet, also der Verpflichtung zu unbezahlten Arbeiten an den öffentlichen Straßen; diese Verpflichtung wurde im Jahr 1738 allgemein gemacht. Der natürliche Ärger darüber, dass die Menschen für das Land, das ihre Vorfahren gekauft hatten, immer noch beschwerlichen Pflichten unterworfen waren, und das auch noch gegenüber Leuten, die sie selten sahen und von denen sie keinen Nutzen hatten, war eine der wirksamsten Ursachen für die Revolution. Durch die Constituante wurden persönliche Corvées gänzlich abgeschafft, während Landbesitzer die Wahl zwischen den realen Corvées und einer Umwandlung in eine Geldsteuer bekamen. Die 1789 abgeschaffte Corvée royale wurde unter dem Namen prestation unter dem Konsulat durch das Gesetz vom 4. Thermidor X wieder eingeführt und durch nachfolgende Gesetzgebung in den Jahren 1824, 1836 und 1871 modifiziert.

## Robath, Robot
Robath (bairisch, schlesisch und österreichisch auch Robot, Robott bzw. Robote, von slawisch robota – Arbeit, vgl. das Kunstwort Roboter) ist Fronarbeit, die dem Lehnsherren oder dem Fürsten von dessen Leibeigenen geleistet werden musste. Man sprach auch von Robotverpflichtung oder Robotpflicht.
Es gab die Handrobath (Handrobot) und die Zugrobath (Zugrobot), die mit einem oder mehreren Zugtieren (samt Wagen und Treiber) zu leisten war. Die Ausgestaltung und der Umfang dieser Leistungen konnten je nach Grundherrschaft sehr unterschiedlich sein, auch Botengänge (Fußrobot) für die Herrschaft konnten darunter fallen. Es gab auch die lange Zugrobath. Das waren Fuhrleistungen, die mit zwei Zugtieren zwei Tage dauerten.
In den Ländern der Habsburgermonarchie gab es sehr unterschiedliche Robotverpflichtungen, die als Ausprägung der Leibeigenschaft gesehen wurden. Diese Robotverpflichtungen waren ab 1738, teilweise schon vorher (1680, 1717) und am Beginn wenig erfolgreich unter den Kaisern Leopold I. und Karl VI. sowie schließlich unter Maria Theresia und Josef II. durch verschiedene Robotpatente nach Menge und Art begrenzt gewesen, teilweise auch in Geld ablösbar, sie wurden mit der Grundentlastung 1848 schließlich fast völlig, teilweise auch entschädigungslos, beseitigt.
Einschlägige Dienste sind in Österreich auch im 21. Jahrhundert durch die gesetzliche Unfallversicherung geschützt, wenn sie nach einer gesetzlichen oder statutarischen Verpflichtung oder „auf Grund alten Herkommens“ erbracht werden (z. B. Holzarbeiten im Pfarrwald, wenn solche Dienste von Pfarrangehörigen üblich waren, bloße Brauchtumsarbeiten wie das Aufstellen eines Maibaums werden nicht dazu gerechnet).
Die Robotverpflichtungen wurden in den Patenten teilweise detailliert geregelt (Auszüge aus dem Robotpatent 1775):

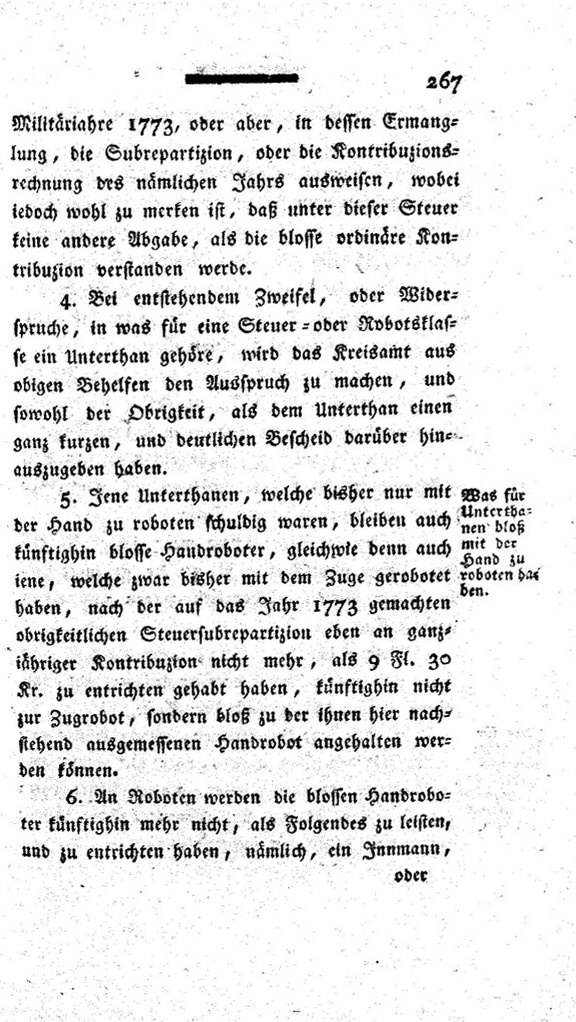
Zug- oder Handrobot
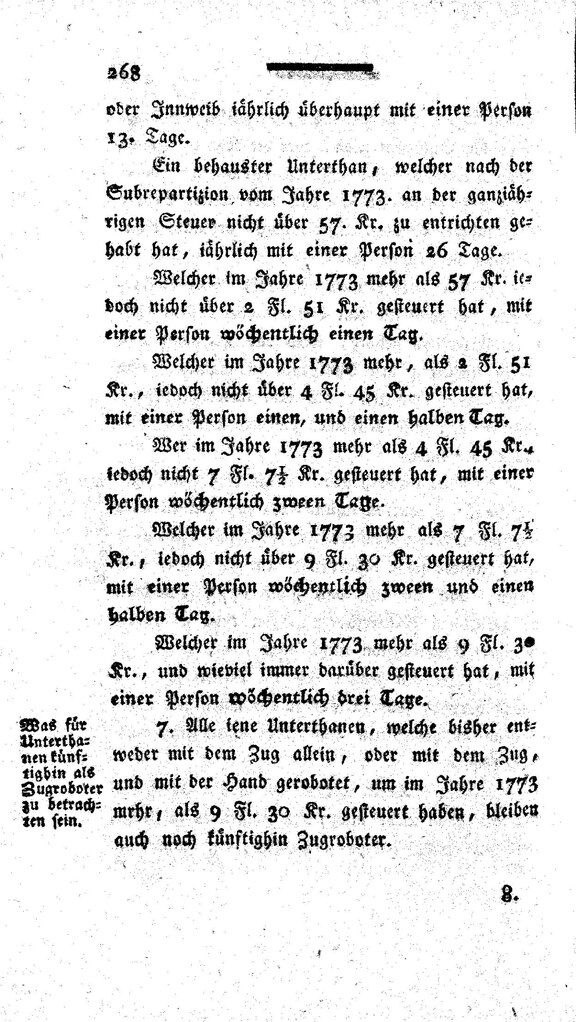
Einteilung nach Steuerklassen
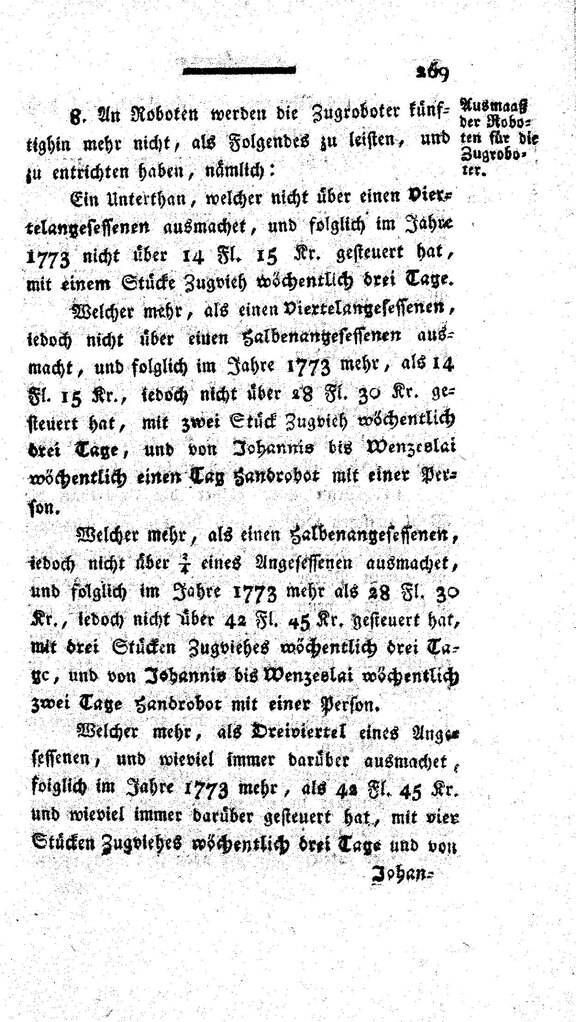
Zugrobot für Viertel-, Halbangesessene etc.
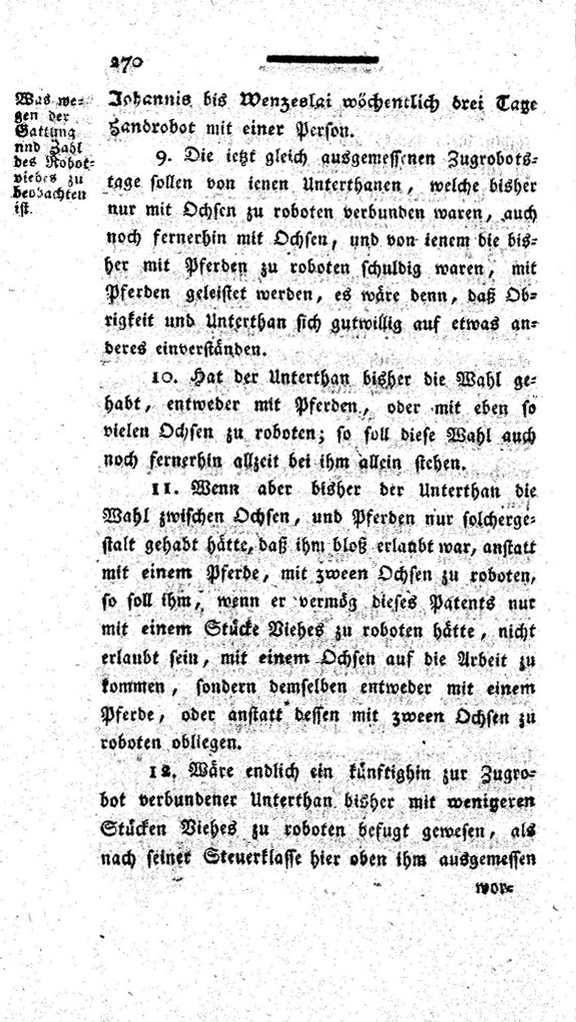
Unterscheidung nach Robot mit Pferden oder Ochsen
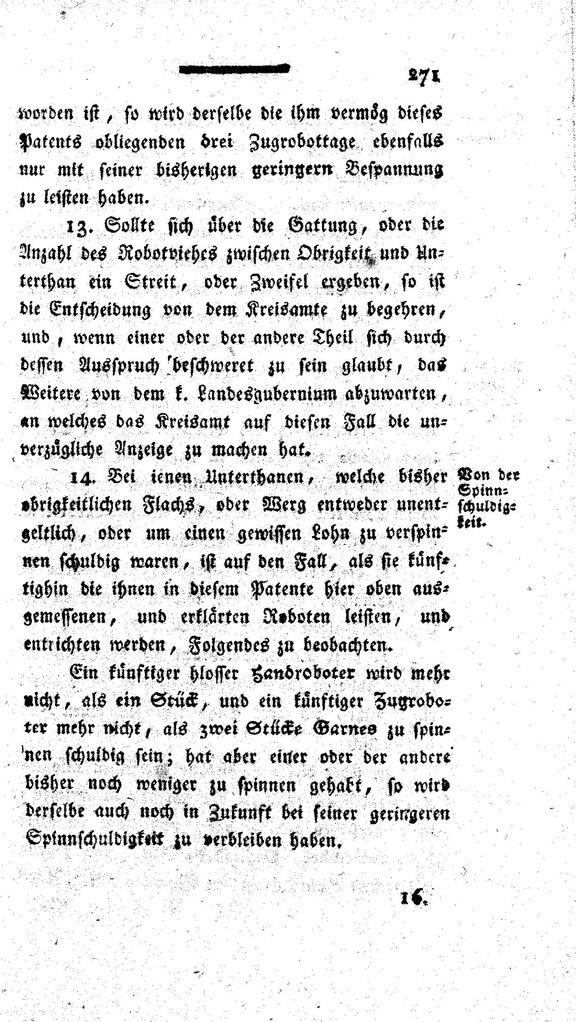
Streitregelung, Regeln über Spinnschuldigkeiten bei Flachs und Werg
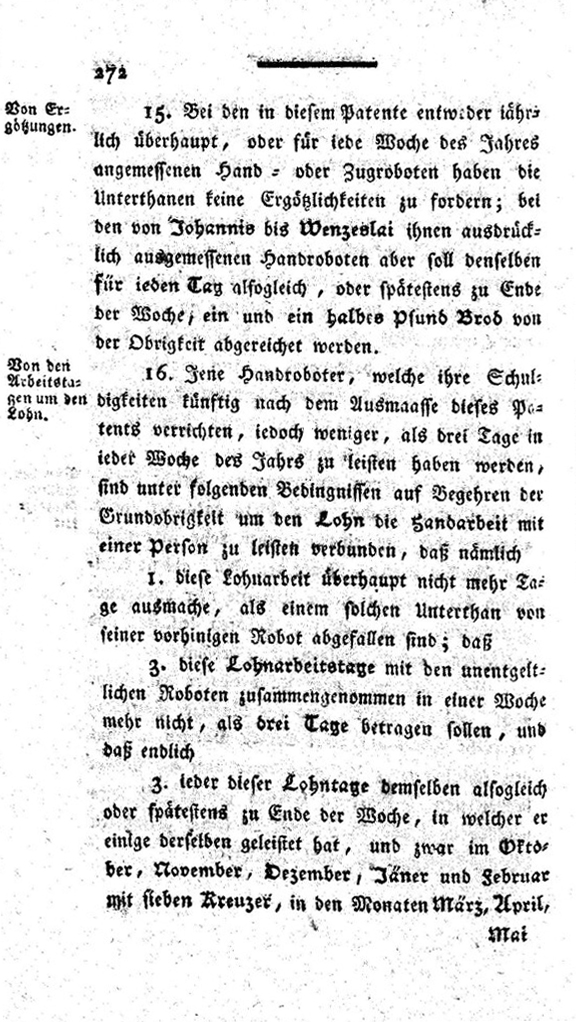
Keine Ergötzlichkeiten, aber Brot oder Entgelt